# Liste der FIAPF-akkreditierten Filmfestivals
Die folgenden internationalen Filmfestivals sind oder waren nach erfolgreicher Bewerbung bei der FIAPF akkreditiert.

## Festivals mit internationalem Wettbewerb (A-Festivals)
Anzahl: 14.
- Internationale Filmfestspiele Berlin (Berlin, Deutschland, Februar)
- Internationale Filmfestspiele von Cannes (Cannes, Frankreich, Mai)
- Internationales Filmfestival Shanghai (Shanghai, China, Juni)
- Internationales Filmfestival Karlovy Vary (Karlovy Vary, Tschechien, Juni/Juli)
- Festival Internazionale del film Locarno (Locarno, Schweiz, August)
- International Film Festival of India (Goa, Indien, November/Dezember)
- World Film Festival (Montréal, Kanada, August/September)
- Filmfestspiele von Venedig (Venedig, Italien, August/September)
- San Sebastián International Film Festival (San Sebastián, Spanien, September)
- Tokyo International Film Festival (Tokio, Japan, Oktober)
- Internationales Filmfestival Warschau, (Warschau, Polen, Oktober)
- Tallinn Black Nights Film Festival, (Tallinn, Estland, November)
- Festival Internacional de Cine de Mar del Plata (Mar del Plata, Argentinien, November)
- Cairo International Film Festival (Kairo, Ägypten, November/Dezember)

## Festivals mit spezialisiertem internationalen Wettbewerben
Anzahl: 22 (für 2020).
- Festival de Cine Global Dominicano (Santo Domingo, Januar/Februar): Erstfilme
- Festival Internacional de Cine de Cartagena de Indias (Cartagena, März): Ibero- und Lateinamerikanische Filme
- Sofia International Film Festival (Sofia, März): Erst- und Zweitfilme
- International Istanbul Film Festival (Istanbul, April): Filme über Literatur, Theater, Musik, Tanz, Kino und bildende Künste
- Transilvania International Film Festival (Klausenburg, Juni): Filme neuer Regisseure
- Molodist International Film Festival (Kiew, Oktober): Filme junger Regisseure
- Sydney Film Festival (Sydney, Juni): neue Richtungen im Film
- Festival Internacional de Cine Cinema Jove (Valencia, Juni): Filme neuer Regisseure
- Eurasia International Film Festival (Astana/Almaty, Juni/Juli bzw. September): Filme aus Europa und Zentralasien
- Filmfestival Kitzbühel (Kitzbühel, August): Filme junger Regisseure
- MOTELX – Lisbon International Horror Film Festival (Lissabon, September): Horrorfilme
- Busan International Film Festival (Busan, Oktober): Filme neuer Regisseure aus asiatischen Ländern
- Sitges Festival Internacional de Cinema de Catalunya (Sitges, Oktober): Fantasyfilme
- Antalya Golden Orange Film Festival (Antalya, Oktober): Zeitgenössisches Kino
- Mumbai Film Festival (Mumbai, November): Erstfilme
- Minsk International Film Festival Listapad (Minsk, November)
- Kolkata International Film Festival (Kalkutta, November): Innovation
- Skopje – Cinedays (November): Europäische Erst- und Zweitfilme
- Festival Internacional de Cine de Gijón (Gijón, November/Dezember): Filme für junge Menschen
- Torino Film Festival (Turin, November): Filme neuer Regisseure
- Courmayeur Noir in Festival (Courmayeur/Mailand, Dezember): Polizeifilme und Mysteryfilme
- International Film Festival of Kerala (Kerala, Dezember): Filme aus Asien, Afrika und Lateinamerika

Frühere: Anzahl: 24 (für 2016).
- São Paulo International Film Festival (São Paulo, Oktober): Filme neuer Regisseure
- International Thessaloniki Film Festival (Thessaloniki, November): Filme neuer Regisseure
- Flanders International Film Festival Ghent (Gent, Oktober): Betonung auf Musik in Filmen
- Mostra de Valencía – Cinema del Mediterrani (Valencia, Oktober): Filme aus Mittelmeerländern
- Brussels International Fantastic Film Festival (Brüssel, April): Fantasyfilme und Sciencefiction-Filme
- Festróia – Festival Internacional de Cinema (Setúbal, Juni): Filme aus Ländern, die höchstens 30 Spielfilme pro Jahr produzieren
- Sarajevo Film Festival (Sarajevo, August): Filme aus Mittel- und Südosteuropa
- Festival International de Film Francophone de Namur (Namur, September): französischsprachige Filme
- AFI Fest (Los Angeles, November): Dokumentarfilme, Erst- und Zweitfilme
- Stockholm International Film Festival (Stockholm, November): Filme mit neuen kinematografischen Entwicklungen
- International Film Festival of India (Goa, November/Dezember): asiatische Filme
- Tallinn Black Nights Film Festival (Tallinn, November/Dezember): Filme produziert in Europa und (Zentral-)Asien

## Festivals ohne internationalen Wettbewerb
Stand 2020:
- Festa del Cinema di Roma / Festival internazionale del film di Roma / Cinema Foundation for Rome / Fondazione Cinema Per Roma (Rom, Oktober)
- Toronto International Film Festival (Toronto, September)
- Viennale - Vienna International Film Festival (Wien, Oktober)

Frühere:
- Kolkata Film Festival (Kolkata, November)
- The Times bfi London Film Festival (London, Oktober/November)
- Den norske filmfestivalen (Haugesund, August)

## Dokumentar- und Kurzfilm-Festivals
Stand 2020:
- Tampere International Short Film Festival (Tampere, März)
- Internationale Kurzfilmtage Oberhausen (Oberhausen, Mai)
- Krakowski Festiwal Filmowy (Krakau, Mai/Juni)
- Message to Man – International Documentary, Short & Animated Film Festival (Sankt Petersburg, September)
- Zinebi – Festival Internacional de Cine Documental y Cortometraje (Bilbao, November/Dezember)

## Weitere früher akkreditierte Festivals
- Adelaide (Australien): Adelaide Film Festival
- Bogotá (Kolumbien): Bogota Film Festival
- Frankfurt (Deutschland): Lucas International Children's Film Festival
- Wiesbaden (Deutschland): GoEast
- Wroclaw (Polen): Nowe Horyzonty (New Horizons Film Festival)[7][8]